# Toulonnais
Le Toulonnais ou  Teunès est une région naturelle de France située dans le département du Var, sur la côte méditerranéenne.
L'aire de la Métropole Toulon Provence Méditerranée correspond approximativement à ce territoire.

## Géographie
Cette région naturelle est constituée de quatre ensembles principaux : la rade de Toulon, la plaine côtière très urbanisée qui l'entoure, les monts toulonnais et la vallée du Gapeau.